# Skopun
Skopun este un oraș din Insulele Faroe.